# تیم کلهر (بازیگر)
تیم کلهر (به انگلیسی: Tim Kelleher) نویسنده ، بازیگر ، کارگردان آمریکایی است.
از فیلم‌های معروف او می‌توان به بازی در فیلم مذاکره کننده، سیزده روزسیزده روز و لاک‌پشت‌های نینجای ۳ اشاره کرد.